# Гамлет іде в бізнес
«Гамлет іде в бізнес» (фін. Hamlet liikemaailmassa, дослівний переклад — «Гамлет у світі бізнесу») — фінська кінодрама 1987 року режисера Акі Каурісмякі, його четвертий повнометражний фільм.
Сюжет фільму вільно наслідує п'єсу Вільяма Шекспіра «Гамлет»: не зважаючи на дослівне повторення низки діалогів, дію п'єси перенесено жо сучасної Фінляндії з неминучим зміщенням ціннісно-змістовних акцентів. Стосовно кінематографічної форми (контрастна чорно-біла кінематографія, переходи між сценами шляхом повільного затемнення екрану до повної темряви, підзаголовки розділів) фільм має багато спільного з ранніми роботами Джима Джармуша, включно з «Більш дивніше, ніж в раю» (1984). Головну роль в фільмі зіграв фінський телевізійний комедійний актор Піркка-Пекка Петеліус (нар. 1953). Прем'єра фільму в Фінляндії відбулась 21 серпня 1987 року.

## Сюжет
Гамлет — син та нащадок багатого бізнесмена. Як стає зрозуміло з останньої сцени в фільмі, «юнак з серцем, теплим, наче холодильник» не може знайти спільної мови з батьком, думає лише про себе, він ніяк не може дочекатися того, аби захопити контроль над компанією. Йому відомо, що Клаус (Клавдій), який є коханцем його матері, систематично підсипає отрути до келиху його батька. Гамлет підмінює отруту на дієвішу, й батько помирає від отруєння. Клаус перебирає на себе контроль над компанією. Він та Полоній бачать в Гамлетові звичайного пішака, інфантильного дурника. Вони мають намір продати фінські активи компанії шведам, але Гамлет неочікувано блокує перемовини. Аби нейтралізувати його, Полоній доручає своїй доньці Офелії звабити Гамлета й схилити його до шлюбу. В сцені «мишоловки» Гамлет дає зрозуміти Клаусові та матері, що йому відомо про їх причетність до смерті батька. Вірус насилля прогресує, набуваючи все абсурдніших (в дусі Тарантіно) форм й призводячи до загибелі майже всіх дійових осіб. Після того, як члени сім'ї Гамлета знищують одне одного, закохані водій та служниця закривають спустошений господарський будинок.

## В ролях
- Піркка-Пекка Петеліус (фін. Pirkka-Pekka Petelius) — Гамлет, син Гертруди
- Еско Салмінен (фін. Esko Salminen) — Клавдій (Клаус)
- Каті Оутінен (фін. Kati Outinen) — Офелія, донька Полонія, сестра Лаерта (Лаурі)
- Еліна Сало (фін. Elina Salo) — Гертруда
- Еско Ніккарі (фін. Esko Nikkari) — Полоній
- Карі Вяянянен (фін. Kari Väänänen) — Лаерт (Лаурі), син Полонія
- Пунтті Валтонен (фін. Puntti Valtonen) — Сімо, водій
- Марі Рантасіла (фін. Mari Rantasila) — Єлена, служниця
- Туро Пайала (фін. Turo Pajala) — Розенкранц
- Ааке Каллйала (фін. Aake Kalliala) — Ґільденстерн
- Пентті Ауер (фін. Pentti Auer) — батько Гамлета (тінь батька)
- Матті Пеллонпяя (фін. Matti Pellonpää) — охоронець
- Веса Мякеля (фін. Vesa Mäkelä) — лікар
- Майя Лейно (фін. Maija Leino)
- Пертті Свехолм (фін. Pertti Sveholm)

## Жанр
Ті, хто писав про фільм, мають певні складності з віднесенням його до визначеного жанру: трагікомедія, кінофарс, фільм нуар… Сам режисер жартівливо назвав його так «чорно-біла-андеґраунд-бі-муві-класична драма». Кінокритик Андрій Плахов визначив фільм як «цинічний нуар, трохи в дусі раннього Девіда Лінча»; ще одне визначення фільму — «соціальний гротеск з фінського життя епохи авантюрних біржових ігор, банківських криз та „економіки казіно“…»
Режисер дистанціюється від спроб інтелектуалізувати його звернення до Шекспіра, стверджуючи, що не був знайомий з відомою п'єсою до початку роботи над фільмом: "для свого першого самостійного фільму я вирішив скористатися сюжетом романа Достоєвського... Я взяв найкращу у світі книгу й повністю її зіпсував. Другою найкращою книгою був "Гамлет"…"
Стосовно кінематографії фільм становить собою перелицьовку класичного сюжету про розпад сім'ї й помсту з цинічних позицій фільму нуар. Стрічки цього жанру часто змальовують світ повного зла, в якому всі духовні орієнтири є відносними. Відповідно до режисера, «цей фільм — моя данина поваги голлівудським B-movies 40-х років… Всі мої фільми є некрасивими. Цей — найменш некрасивий». До нуарів відсилає в фільмі доволі багато речей — подача титрів, слабке освітлення, контрасти світла та тіні, тіснота приміщень, пристрасть до викривлених ракурсів, сухі діалоги, приправлені похмурим гумором…

## Соціальна критика
Рівно як й пролетарська трилогія Акі Каурісмякі, фільм містить критику капіталістичного суспільства, де все, включно з сімейними цінностями, стає предметом купівлі-продажу. Іронія полягає в тому, що Гамлет замість месника за наругу над сімейними цінностями стає головним руйнівником цього патріархального укладу. Полоній маніпулює донькою Офелією, та маніпулює своїм нареченим Гамлетом, а той, як стає відомо в кінці фільму, з цинічним егоїзмом маніпулює ними всіма. Ненормальності вищих класів у фільмі протиставлено ідилічні стосунки служниці та водія, який, як виявляється в кінці, був приставлений до головного героя профспілками, аби захищати інтереси робочого класу.
Відповідно до заключних кадрів, бурхливі пристрасті, що розігруються в сім'ї Гамлета, й зміна власників мало зачіпають процес виробництва та життя звичайних робітників: «Це, можливо, єдиний фільм, де мені вдалося доягнути хеппі-енду, — говорить режисер. — В інших страждання головних героїв продовжуються, а тут всі знаходять спокій, за виключенням пса, служниці та водія. От фільм з класовою лінією, в стилі Пудовкіна — від початку до кінця». Ще один його вислів на цю тему: «Люди мають неправильне розуміння щастя. У всіх моїх фільмів щасливі закінчення, й найщасливіший — в „Гамлеті“…».

## Оцінки
- 1988: Премія Юссі (Фінляндія) за найкращий дизайн студійних декорацій.
- Станом на 16 липня 2010 року рейтинг фільму на IMDb становив 7,0[7].